# تاکهیکو کاوانیشی
تاکهیکو کاوانیشی (به انگلیسی: Takehiko Kawanishi) بازیکن فوتبال اهل ژاپن و عضو تیم ملی فوتبال ژاپن است که در تاریخ ۲۰ دسامبر ۱۹۵۹ میلادی اولین بازی ملی‌اش را انجام داد. او در ۸ بازی ملی حضور داشت و آخرین بازی ملی خود را در تاریخ ۲۱ سپتامبر ۱۹۶۲ میلادی انجام داد. تاکهیکو کاوانیشی در بازی‌های ملی‌اش
گلی به ثمر نرساند.